# Coppa Intercontinentale 1981 (calcio)
La Coppa Intercontinentale 1981 (in inglese 1981 Intercontinental Cup; in portoghese Copa Europeia/Sul-Americana de 1981; in spagnolo Copa Intercontinental 1981) fu la 20ª edizione del trofeo calcistico messo in palio da UEFA e CONMEBOL tra i rispettivi club campioni continentali in carica.
Fu noto anche come Toyota Cup 1981 dal nome del trofeo accessorio conferito alla squadra vincitrice, messo in palio dal 1980 dalla casa automobilistica giapponese Toyota.
Si tenne tra gli inglesi del Liverpool e i brasiliani del Flamengo, entrambi mai vincitori della competizione, e fu appannaggio di questi ultimi che vinsero 3-0.

## Storia
Alla sua prima apparizione in Coppa Intercontinentale dopo aver declinato la partecipazione nel 1977 e nel 1978 il Liverpool campione d'Europa, pur godendo dei favori del pronostico, fu travolto dai vincitori della Coppa Libertadores, i brasiliani del Flamengo. A trascinare la squadra verso il titolo mondiale fu in particolar modo il capitano Zico, autore di entrambi gli assist per i gol di Nunes che di fatto decisero la gara. Nel mezzo, la marcatura di Adílio, veloce a ribattere in rete un calcio di punizione battuto dallo stesso Zico e non trattenuto dal portiere degli inglesi Grobbelaar.
Grazie alla sua prestazione, Zico fu eletto uomo-partita ed il Flamengo ottenne la sua prima vittoria nella manifestazione intercontinentale. Nel 2017, la FIFA ha equiparato i titoli della Coppa del mondo per club e della Coppa Intercontinentale, riconoscendo a posteriori anche i vincitori dell'Intercontinentale come detentori del titolo ufficiale di "campione del mondo FIFA", inizialmente attribuito soltanto ai vincitori della Coppa del mondo per club.

## Tabellino
| Arbitro: | Rubio Vásquez |

| |            | |
| Nunes 12’ 41’ Adílio 34’                                                                                            | Marcatori  | |
| Raul 1 P Leandro 2 D Marinho 3 D Mozer 4 D Júnior 5 D Andrade 6 C Tita 7 C Adílio 8 C Nunes 9 A Zico 10 A Lico 11 A | Formazioni | · P 1 Grobbelaar · D 2 Neal · D 3 Lawrenson · D 4 Thompson · D 5 Kennedy · C 6 Hansen · C 7 Dalglish · C 14 Lee · 16 A Johnston · 10 A McDermott 51’ · 11 A Souness · A disposizione: · 12 A Johnson 51’ |
| Carpegiani | Allenatori | Paisley |

| Flamengo | Liverpool |